# Богодухов (станция)
Богодухов — железнодорожная станция Южной железной дороги в городе Богодухов Богодуховского района Харьковской области.

## История
Железнодорожная станция в городе Богодухов Богодуховского уезда Харьковской губернии Российской империи была построена и открыта в 1878 году. Строительство железной дороги способствовало развитию города, но вместе с тем привело к снижению значения Богодухова как торгового центра
В ходе боевых действий Великой Отечественной войны и в период немецкой оккупации (16 октября 1941 — 7 августа 1943) станция пострадала, но в дальнейшем была восстановлена.